# Noord-Meer
Noord-Meer is een buurtschap in de gemeente Twenterand in de Nederlandse provincie Overijssel. Het ligt in het westen van de gemeente, twee kilometer ten westen van Den Ham, aan de N341 richting Ommen.
Hoofdplaats: Vriezenveen     
Dorpen: Geerdijk · Den Ham · De Pollen · Kloosterhaar (deels) · Vroomshoop · Westerhaar-Vriezenveensewijk

Buurtschappen: Bruinehaar · De Garstelanden · Hallerhoek · Linde · Magele · Meer · Noord-Meer · Weitemanslanden · Westerhoeven

Voormalige gemeenten: Den Ham · Vriezenveen

Overijssel · Steden en dorpen in Overijssel      Nederland · Provincies · Gemeenten